# Strada statale 232 Panoramica Zegna
La ex strada statale 232 Panoramica Zegna (SS 232), ora strada provinciale 232 Panoramica Zegna (SP 232), è una strada provinciale italiana.

## Percorso

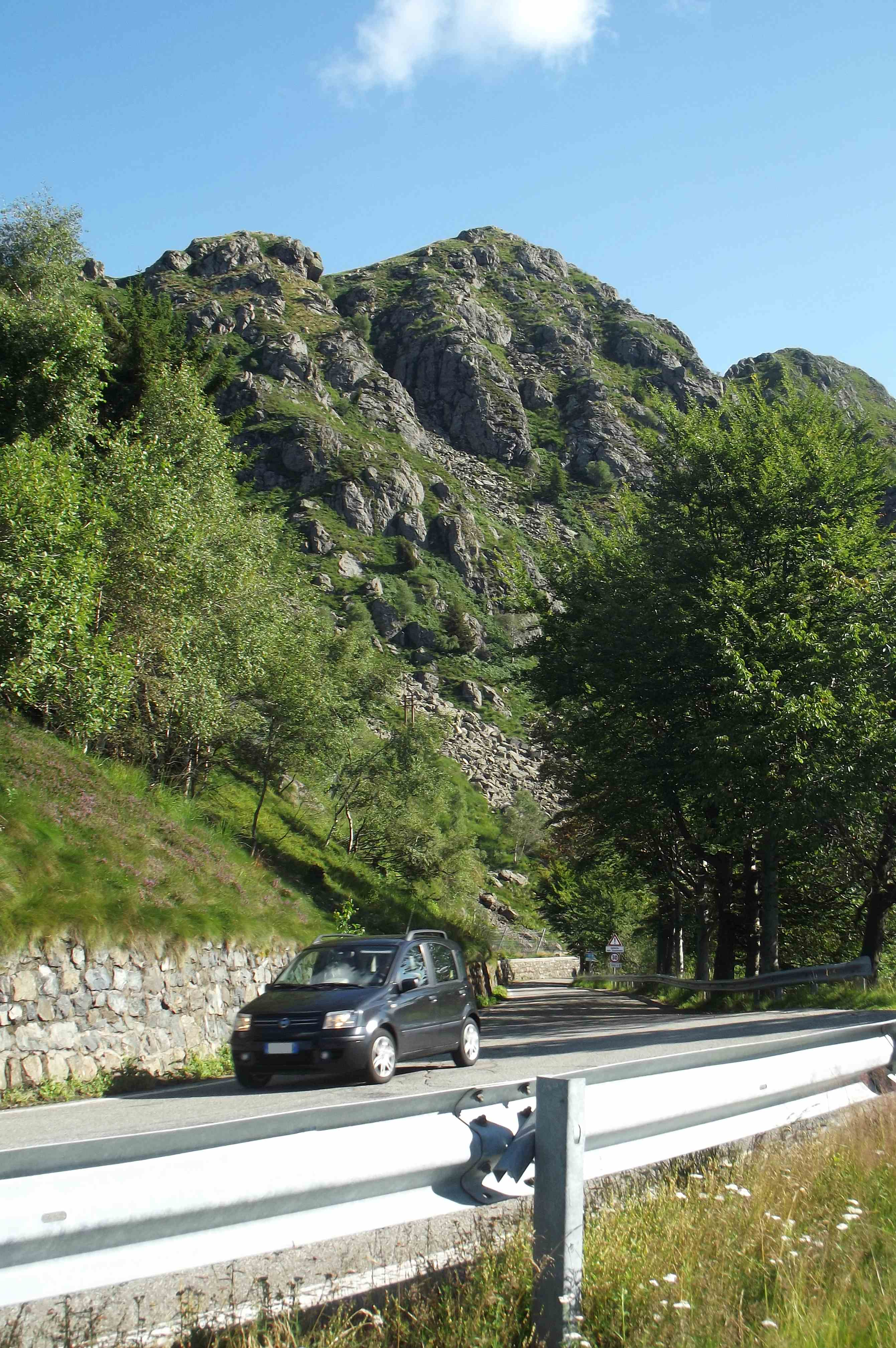
La panoramica nel tratto sotto la rocca d'Argimonia.

Ha inizio nel comune di Villanova Biellese, dalla ex strada statale 230 di Massazza e, su un tracciato pianeggiante e rettilineo diretto verso nord, attraversa i comuni di Mottalciata giungendo a Cossato dopo aver toccato la frazione di Castellengo.
Superato l'abitato la strada inizia a salire di quota ed entra nel territorio dei comuni di Strona, Valle Mosso, Veglio, Mosso, Trivero, dove ha inizio l'oasi Zegna, una riserva naturalistica di oltre 100 km² che si estende per tutto il tracciato rimanente della strada.
Prosegue verso il Bocchetto di Sessera (1.382 m s.l.m.) dove termina il proprio percorso. Il collegamento tra il Bocchetto e la Valle Cervo è assicurato dalla SP n. 115 denominata anch'essa Panoramica Zegna (tronco Bocchetto Sessera - Valmosca).

## Storia

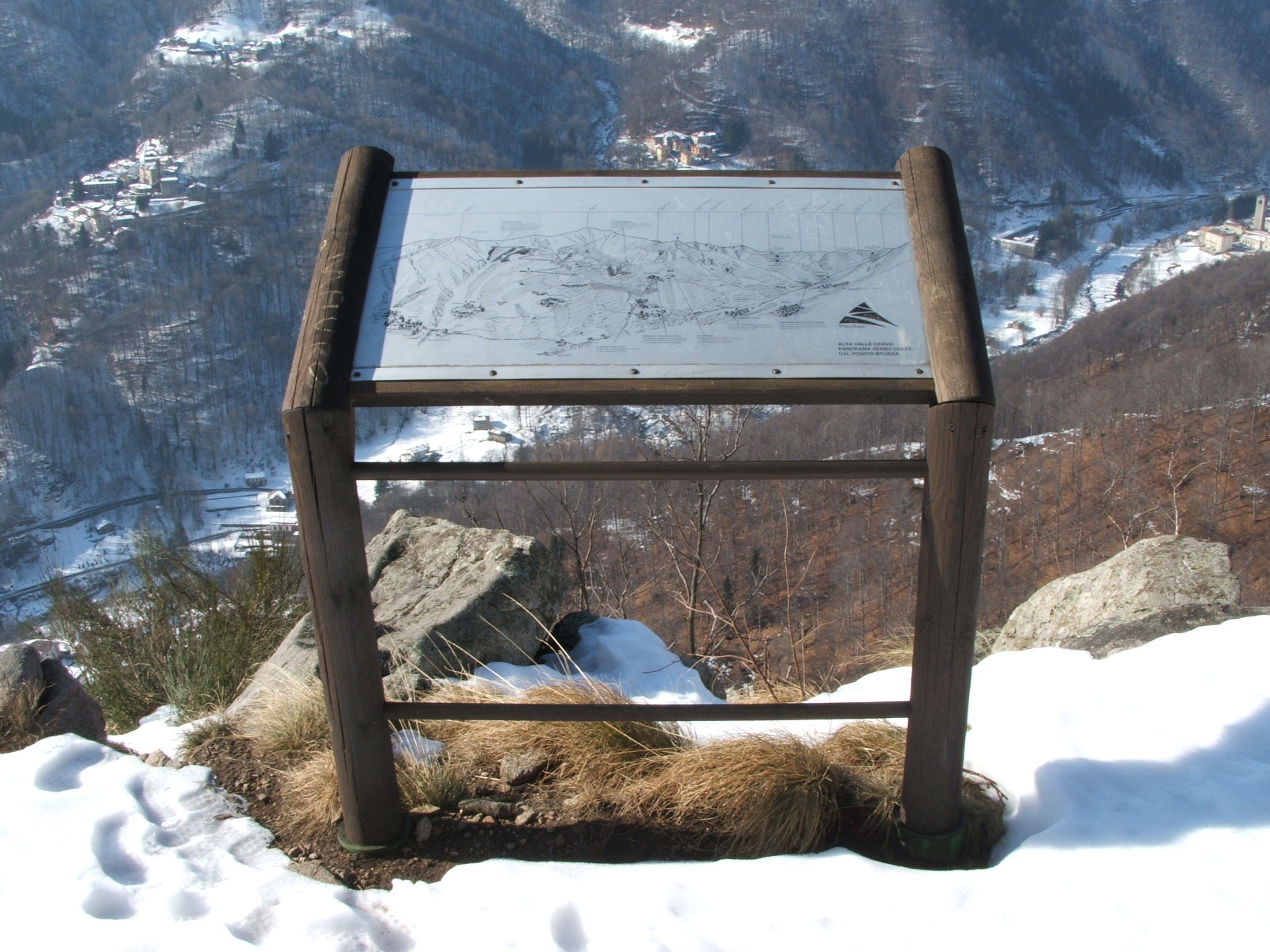
Vista dalla ex SS 232.

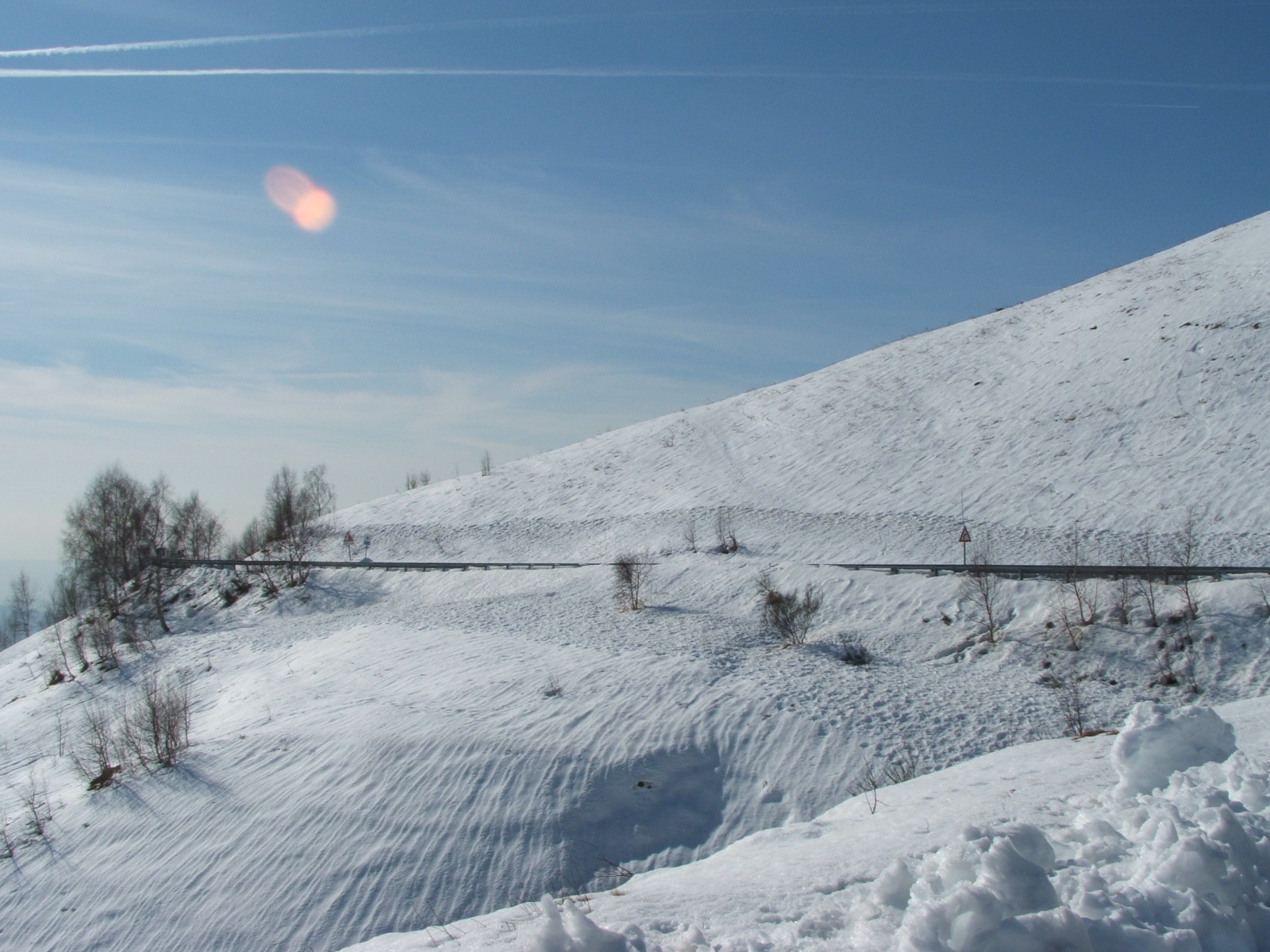
La strada d'inverno.

La costruzione della strada si deve all'imprenditore tessile Ermenegildo Zegna, da cui l'arteria prende il nome.
Fu inaugurata il 10 dicembre del 1938, assieme alla centrale idroelettrica del Piancone, dall'allora ministro dei lavori pubblici Giuseppe Cobolli Gigli, e fu poi a lungo gestita dall'ANAS.
In seguito al decreto legislativo n. 112 del 1998, dal 2001, la gestione è passata dall'ANAS alla Regione Piemonte che l'ha classificata come strada regionale con la denominazione strada regionale 232 Panoramica Zegna (SR 232) ed affidato all'ARES (Agenzia Regionale Strade).
A seguito del D.R. 9-5791 del 27 aprile 2007 della Regione Piemonte, dal 1º gennaio 2008 venne infine riclassificata come provinciale e consegnata alla Provincia di Biella.